# Sceliphron deforme
Sceliphron deforme är en biart som först beskrevs av Frederick Smith 1856.
Sceliphron deforme ingår i släktet Sceliphron och familjen grävsteklar.

## Underarter
Arten delas in i följande underarter:
- Sceliphron deforme atripes
- Sceliphron deforme deforme
- Sceliphron deforme femorale
- Sceliphron deforme nipponicum
- Sceliphron deforme tibiale